# بطولة تونس للكرة الطائرة للرجال 1986-1987
بطولة تونس للكرة الطائرة للرجال 1986-1987 هو الموسم رقم 32 من بطولة تونس للكرة الطائرة للرجال.

فاز بهذا الموسم النادي الرياضي الصفاقسي.

## روابط خارجية
- الموقع الرسمي للجامعة التونسية للكرة الطائرة.